# Afropesa
Afropesa (лат.) — род пауков из семейства Entypesidae (Mygalomorphae). Африка. 3 вида.

## Распространение
Южная Африка.

## Описание
Пауки среднего размера, длиной от 1 до 2 см, желтовато-коричневые. Отличается уникальным набором диагностических признаков, включая фланцевый эмболус и сперматеки с широким основанием и удлиненными дистальными долями. Три включенных вида можно отличить друг от друга по форме голени самцов и метатарзуса I, а также по структуре эмболуса и конфигурации сперматек. Формула ног 4132. Цимбиум короткий, без вершинных шипов.

## Классификация
3 вида. Род впервые выделен в 2021 году. В составе семейства Entypesidae (выделенного в 2020 году на основании нескольких родов из родов семейства Nemesiidae) занимает промежуточное таксономическое положение между Entypesa (Мадагаскар) и континентальными родами Entypeidae (Hermacha и Lepthercus).

### Список видов
- Afropesa schoutedeni (Benoit, 1965)typus (из Entypesa)
- Afropesa gauteng Zonstein, 2021
- Afropesa schwendingeri Zonstein, 2021